# 维特马尔孙
维特马尔孙是巴西圣卡塔琳娜州的一个市镇。总面积150.798平方公里，总人口3431人，人口密度22.8人/平方公里。